# Liste der österreichischen Bimetall-Schilling-Gedenkausgaben
Zwischen 1994 und 2001 stellte das Österreichische Hauptmünzamt  Bimetallmünzen  her. Die Prägequalität war ausschließlich in Polierter Platte. Ab dem 1. März 2002 war keine Verwendung mehr zum Nennwert möglich, da der Euro in Österreich eingeführt wurde. Die Münzen sind jedoch ohne Begrenzung zum Nennwert eintauschbar.

## Übersicht der Bimetallmünzen
Im Folgenden findet sich eine Übersicht über die geprägten Exemplare der Bimetallmünzen.
| Abbildung | Abbildung | Anlass ggf. Erläuterung der Darstellung | Ausgabe- datum  | Entwurf der Wertseite | Entwurf der Bildseite | Geprägte Auflage | Geprägte Auflage |
| Wertseite | Bildseite | Anlass ggf. Erläuterung der Darstellung | Ausgabe- datum  | Entwurf der Wertseite | Entwurf der Bildseite | stgl             | PP               |
| --- | --------- | --------------------------------------- | --------------- | --------------------- | --------------------- | ---------------- | ---------------- |
| 1000 Schilling-Münze: Material: 98,6 % Gold, 1,4 % Kupfer (Kern) / 90,0 % Silber, 10,0 % Kupfer (Ring) Münzdurchmesser: 40 mm – Raugewicht: 40 g – Feingewicht 13 g Gold, 24 g Silber Randschrift: glatt      |           |                                         |                 |                       |                       |                  |                  |
| |           | 800 Jahre Münze Wien                    | 31. Mai 1994    | Alfred Zierler        | Alfred Zierler        | 0                | 50.000           |
| 500 Schilling-Münze: Material: 90,0 % Silber, 10,0 % Kupfer (Kern) / 98,6 % Gold, 1,4 % Kupfer (Ring) Münzdurchmesser: 30 mm – Raugewicht: 13,4 g – Feingewicht 8 g Gold, 4,7 g Silber Randschrift: glatt     |           |                                         |                 |                       |                       |                  |                  |
| |           | Österreich in der EU                    | 24. März 1995   |                       |                       | 0                | 50.000           |
| 100 Schilling-Münzen: Material: 100,0 % Titan (Kern) / 90,0 % Silber, 10,0 % Kupfer (Ring) Münzdurchmesser: 34 mm – Raugewicht: 13,75 g – Feingewicht 9 g Silber, 3,75 g Titan, 1 g Kupfer Randschrift: glatt |           |                                         |                 |                       |                       |                  |                  |
| |           | Communications                          | 19. Jänner 2000 | Andreas I. Zanaschka  | Herbert Wähner        | 0                | 50.000           |
| |           | Mobilität                               | 24. Jänner 2001 | Thomas Pesendorfer    | Andreas I. Zanaschka  | 0                | 50.000           |

Weiters gibt es noch neun 50-Schilling-Bimetall-Münzen, die zwischen 1996 und 2001 geprägt wurden, welche auf der Seite „Liste der österreichischen 50-Schilling-Gedenkausgaben“ vorgestellt werden.